# Bagley (Schiff, 1972)
USS Bagley (DE/FF-1069) war ein bis zum 1. Juli 1975 als Geleitzerstörer, dann als U-Jagd-Fregatte klassifiziertes Schiff der Knox-Klasse. Sie diente von 1972 bis 1991 in der Pazifikflotte der United States Navy und war das vierte Schiff, das nach Ensign Worth Bagley (* 6. April 1874, † 11. Mai 1898) benannt wurde, dem einzigen Marineoffizier, der während des Spanisch-Amerikanischen Krieges fiel.

## Technik
Mehr zur Technik findet sich im Artikel zur Klasse unter Knox-Klasse

### Rumpf und Antrieb
Der Rumpf der Bagley war 133,5 Meter lang und 14,25 Meter breit. Der maximale Tiefgang betrug 7,6 Meter, die Verdrängung im beladenen Zustand 4.100 ts. Der Antrieb erfolgte über eine Getriebeturbine, die Leistung betrug 35.000 PS. Der Dampf für den Antrieb wurde in zwei Kesseln erzeugt. Die Höchstgeschwindigkeit lag offiziell bei 27 Knoten, bei 20 Knoten betrug die Reichweite 4.500 Seemeilen.

### Bewaffnung und Elektronik
Hauptbewaffnung der Fregatte war, neben ihrem 5-Zoll-Mk. 42-Geschütz der ASROC-Starter vor der Brücke. Des Weiteren verfügte sie über U-Jagdtorpedorohre in den Aufbauten. Auf dem Heck befand sich ein Landedeck, zuerst für U-Jagddrohnen, später für einen SH-2 Seasprite-Helikopter. Auf dem Achterdeck wurde kurz nach der Indienststellung ein Mk. 25-Sea Sparrow-Starter installiert, der Mitte der 1980er Jahre durch ein Mk. 15 Phalanx-Close-in-Weapon-System ersetzt wurde.
Von Beginn an mit dem SQS-26-Bugsonar ausgerüstet, erhielt sie zeitgleich mit ihrem Lenkwaffenstarter auch ein SQS-35-Schleppsonar, das im Heck untergebracht war. Für die Luftaufklärung befand sich auf der Mack ein SPS-40-Radar, als Oberflächensuchradar wurde ein SPS-10 von Raytheon verwendet. Die Feuerleitung des Geschützes erfolgte durch ein Mk. 68-Radar, die des ASROC-Starters durch ein Mk. 114, mit dem Sea Sparrows kam auch ein Mk. 115-Feuerleitradar an Bord.

## Geschichte

### Bau und Indienststellung
Die Kiellegung der Bagley erfolgte am 5. Oktober 1970 bei Lockheed Shipbuilding & Construction Co. in Seattle, Washington. Nachdem das Schiff von Mrs. Marie Louise H. Bagley, der Witwe des Bruders von Ensign Worth Bagley, am 17. April 1971 getauft worden war, wurde es vom Stapel gelassen und an die Ausrüstungspier des Puget Sound Naval Shipyard geschleppt. Nachdem die Ausrüstung des Schiffes abgeschlossen war, wurde das Schiff unter Comdr. William J. Bredbeck am 6. Mai 1972 als Geleitzerstörer mit der Kennung DE-1069 in Dienst gestellt. Die ersten Probefahrten fanden vor der Küste Washingtons und Britisch-Kolumbiens statt, dann verlegte das Schiff nach San Diego, seinem neuen Heimathafen, wo es am 25. Juli eintraf.

### Dienstzeit

#### 1970er Jahre
Nach eineinhalb Monaten Trainingsaufenthalt vor der kalifornischen Küste brach die Bagley am 16. September 1972 zu ihrer Jungfernfahrt auf, die sie nach Pearl Harbor und in hawaiische Gewässer führte, wo sie vom 22. September bis zum 3. Oktober verweilte. Anschließend kehrte das Schiff nach San Diego zurück, wo es an weiteren Übungen teilnahm. Am 15. November ging es im Long Beach Naval Shipyard ins Dock zur ersten Überholung.

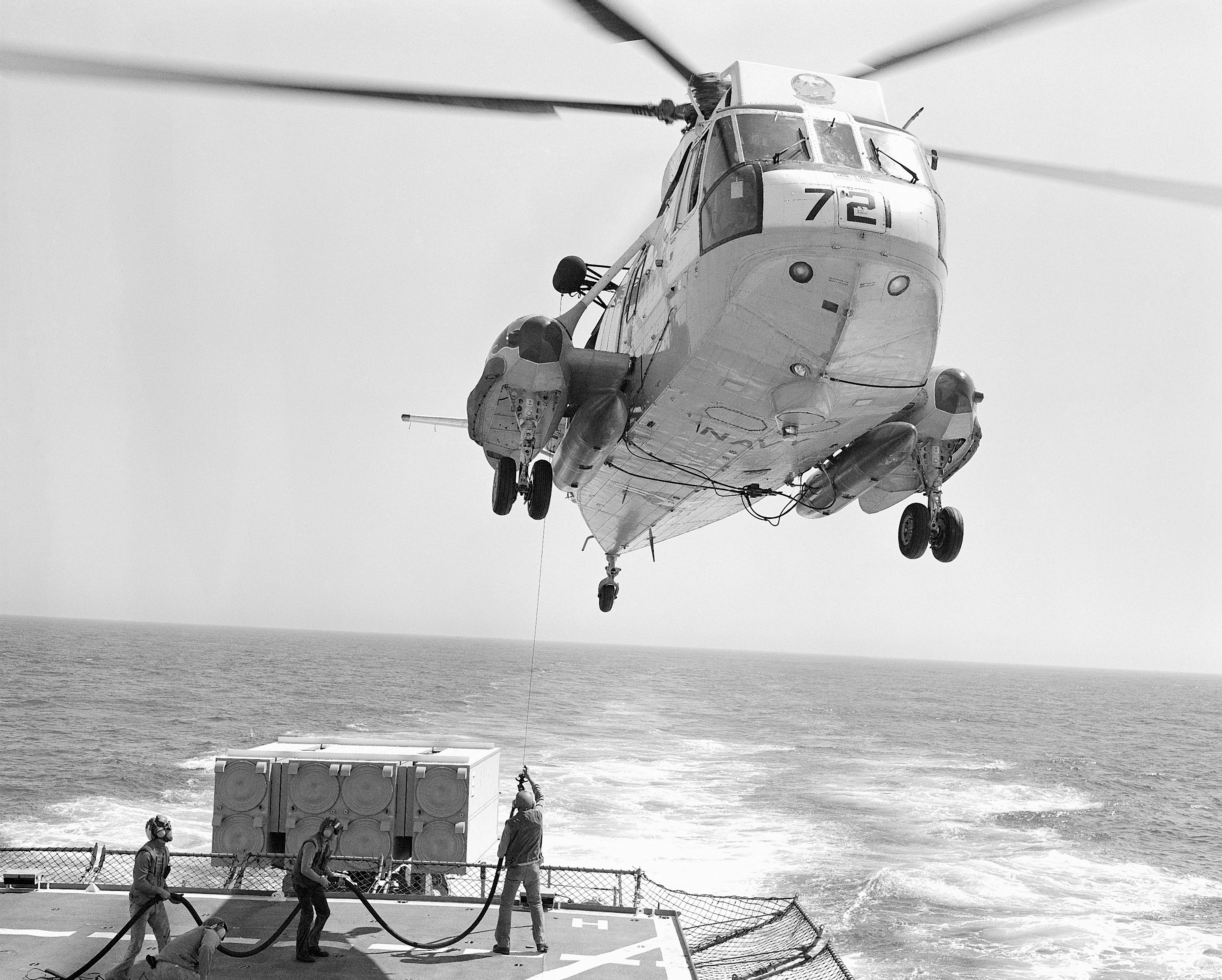
Betankung eines SH-3 SeaKing im Schwebeflug über dem Achterdeck

Die erste Einsatzfahrt nach sechsmonatiger Überholung führte über Pearl Harbor, Yokosuka und Subic Bay in den Golf von Tonkin, wo sie Mitte Oktober 1973 ihre Patrouillenfahrten aufnahm. Am 29. Oktober wurde sie in den Indischen Ozean beordert, um in der Trägerkampfgruppe der Hancock Präsenz zu zeigen und eine sowjetische Intervention im ausklingenden Jom-Kippur-Krieg zu verhindern. Dieser Einsatz dauerte bis Mitte Dezember, dann kehrte die Bagley nach Subic Bay zurück, wo sich ein längerer Über- und Erholungsaufenthalt anschloss. Anfang 1974 nahm sie an mehreren Übungen mit der 7. US-Flotte teil und besuchte einige Hafenstädte im westpazifischen Raum, darunter Hongkong und Busan. Am 20. Februar verließ sie Yokosuka und kehrte über Midway und Pearl Harbor nach San Diego zurück.
Bis Mitte 1975 operierte das Schiff nun in kalifornischen Gewässern und nahm an mehreren Übungen und Qualifikationen teil. Am 30. Juni 1975 wurde die Bagley im Rahmen der allgemeinen Neuklassifizierung vom Geleitzerstörer (DE) zur Fregatte (FF) umklassifiziert. Im Juli bereitete sie sich auf ihren nächsten Einsatz im Westpazifik vor, der am 1. August begann. Das Schiff verließ San Diego und dampfte über Pearl Harbor und Guam nach Subic Bay, wo es am 13. September ankam. Die folgenden fünf Monate verbrachte es mit der 7. Flotte im Pazifik, nahm an verschiedenen Operationen teil und besuchte mehrere Häfen. Mitte Februar 1976 verließ die Fregatte die Philippinen wieder und kehrte am 1. April in ihren Heimathafen zurück. Bis zum Februar des nächsten Jahres blieb die Bagley vor der Küste Kaliforniens, dann lief sie zur „RIMPAC-77“-Übung nach Hawaii aus, wo sie mit Schiffen aus den Vereinigten Staaten, Kanada, Neuseeland und Australien operierte. Zwei Tage nach ihrer Rückkehr nach San Diego ging die Fregatte vom 14. März bis zum 2. April zur Rumpfüberholung ins Trockendock in Long Beach. Am 12. April verließ sie ihren Heimathafen wieder in Richtung Westpazifik, dort nahm sie an Übungen mit der US-Flotte teil und unternahm mehrere Hafenbesuche. Der Aufenthalt endete am 6. November, als das Schiff Yokosuka verließ. Nach seiner Ankunft in Kalifornien am 21. November blieb es für den Rest des Jahres im Hafen.

#### 1980er Jahre

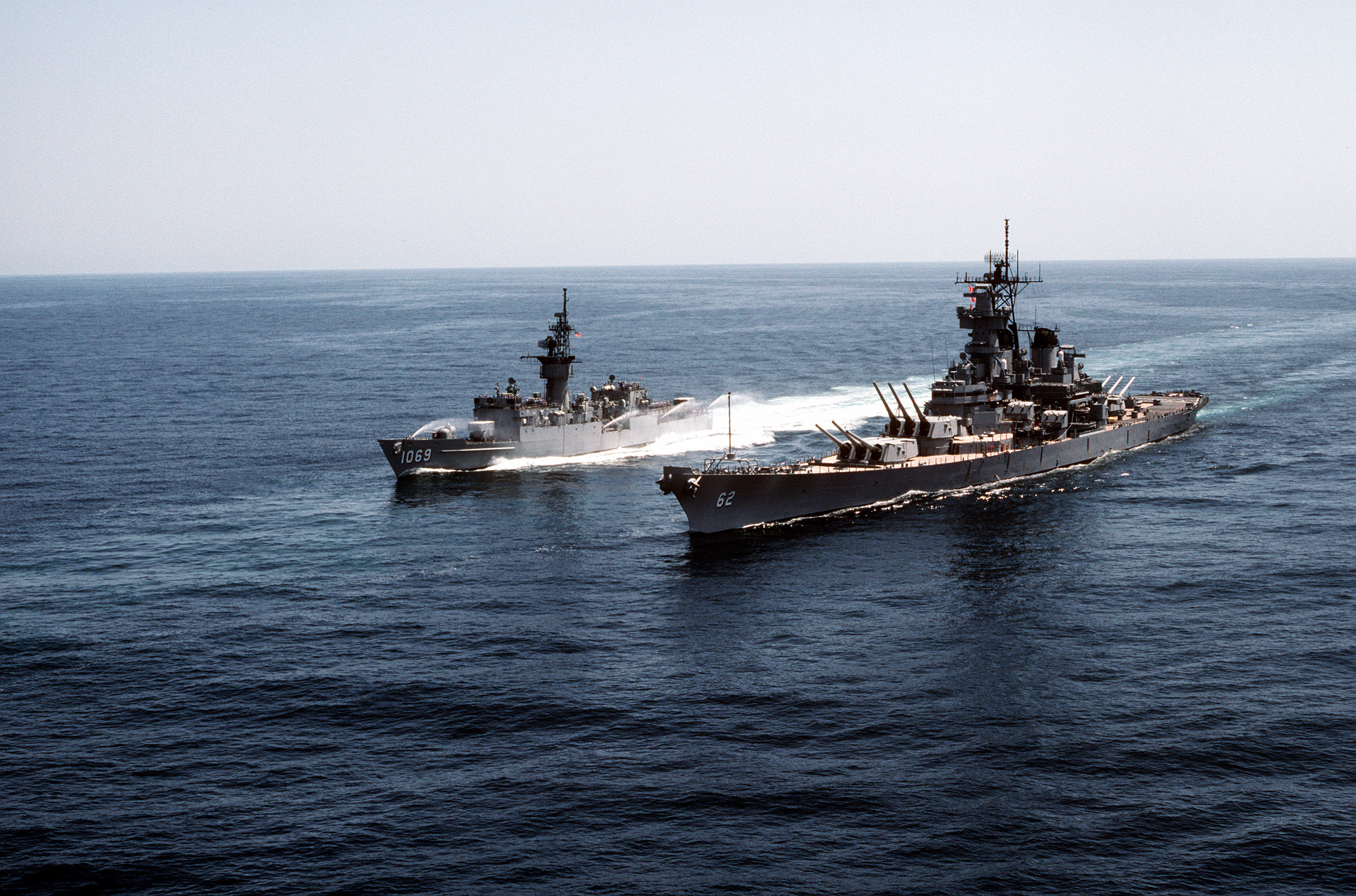
USS Bagley (links) neben der New Jersey

1978 ging die Bagley nach einigen Übungen am Jahresanfang zur Generalüberholung am 14. Februar nach Long Beach ins Dock; erst Anfang 1979 waren die Arbeiten abgeschlossen. Bis Ende Februar 1980 war das Schiff zu Übungen und Tests vor der Küste eingesetzt, danach verließ es die US-Küste, um vor Hawaii an der „RIMPAC 1980“-Übung teilzunehmen. Nach deren Abschluss setzte es seine Fahrt in Richtung der Philippinen fort, dort nahm es vor Subic Bay an Feuerübungen mit scharfer Munition teil. Ende April verließ die Fregatte als Teil der Constellation-Kampfgruppe die Philippinen in Richtung des Indischen Ozeans, wo sie während der Geiselnahme von Teheran und im schwelenden Konflikt zwischen dem Iran und Irak amerikanische Präsenz zeigte. Die Task Force blieb bis zum 19. Juli im Einsatzgebiet, dann kehrten die Schiffe in den Pazifik zurück. Die Fregatte kehrte über Singapur und Pattaya nach Subic Bay zurück, wo sie am 20. August ankam. Unterwegs hatte sie 39 vietnamesische Flüchtlinge vor der thailändischen Küste gerettet. Mitte September brach sie zu einer kurzen „Good Will“-Reise nach Busan auf, diese dauerte bis zum 23. September. Anfang Oktober verließ das Schiff die Philippinen und kehrte in die Vereinigten Staaten zurück, wo es den Rest des Jahres im Heimathafen blieb.
Die ersten zehn Monate des Jahres 1981 verbrachte die Bagley vor der kalifornischen Küste, dann brach die Fregatte erneut über Pearl Harbor und Subic Bay in Richtung Indischer Ozean auf, wo sie erneut vietnamesische Flüchtlinge aus Seenot rettete. Nach dem Absetzen der Boatpeople im Hafen von Singapur setzte die Bagley ihre Reise am 12. Dezember fort und legte Ende Dezember in Al Masirah in Oman an. Bis Ende Januar 1982 operierte das Schiff in arabischen Gewässern, anschließend besuchte es Mombasa, Kenia. Die Rückkehr nach Subic Bay führte dann über Geraldton, Diego Garcia und Penang. Zwischen Mitte April und Anfang Mai nahm das Schiff dann an Trägergruppenübungen vor Guam mit der Constellation, der Midway und der Ranger teil. Nach dem Abschluss der Übung kehrte die Bagley über Hawaii wieder nach Kalifornien zurück, wo sie den Rest des Jahres 1982 und die ersten fünf Monate des Jahres 1983 blieb.
Am 9. Juni 1983 verließ die Fregatte als Teil der „Surface Action Group“ der New Jersey zusammen mit dem Zerstörer Callaghan und den Fregatten John A. Moore und Meyerkord die US-Küste und dampfte über Hawaii erneut in Richtung Philippinen. Bis zu ihrer Rückkehr nach San Diego am 13. Dezember war die Bagley zeitweise Teil der Midway-Kampfgruppe und nahm an ausgedehnten Übungen in der Region teil.

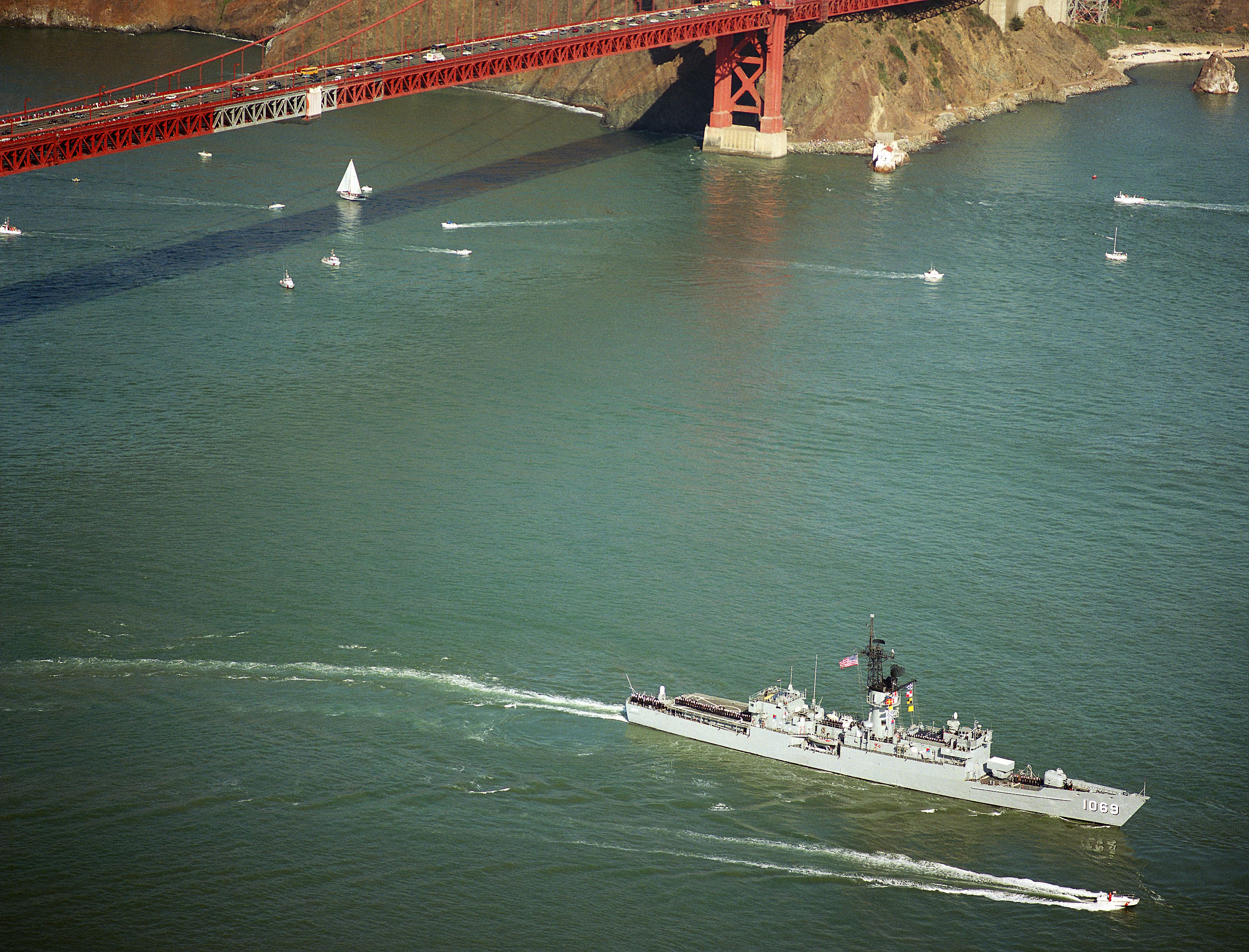
Die Bagley passiert die Golden Gate Bridge

Im Februar 1984 nahm das Schiff an der „READIEX 84-2“-Übung teil und besuchte Mittelamerika. Ende März folgte ein Besuch an der kanadischen Westküste, wo es an der Erprobung eines neuen U-Jagdtorpedos teilnahm. Nach weiteren Hafenbesuchen in Vancouver und San Francisco kehrte es in seinen Heimathafen zurück, wo es am 11. Mai zur Überholung für acht Monate ins Dock ging.
Nach Abschluss der Arbeiten am 19. Januar 1985 verbrachte die Bagley die nächsten vier Monate mit Übungen und Tests vor der Küste. Im Mai und Juni nahm sie an der „EASTPAC 85-5“-Übung teil. Im Anschluss besuchte sie Portland, Concord und San Francisco, und am 22. Juni kehrte sie in ihren Heimathafen zurück. Ausgenommen von zwei Kurzbesuchen in San Francisco und Esquimalt blieb sie den Rest des Jahres in der Küstenregion vor Südkalifornien. Am 15. Januar 1986 wurde die Fregatte der Kampfgruppe der Enterprise zugeteilt; mit dieser lief sie über Pearl Harbor und Subic Bay in Richtung des Indischen Ozeans aus. Nach Zwischenstopps in Karatschi, dem Oman und Diego Garcia wurde die Trägerkampfgruppe am 12. April durch den Sueskanal ins Mittelmeer beordert, wo sie vor der libyschen Küste Stellung bezog. Die nächsten zwei Monate verbrachte die Fregatte im Mittelmeer. Am 28. Juni verließ sie Catania, durchquerte erneut den Sueskanal und kehrte über Subic Bay und Hawaii nach San Diego zurück, wo sie am 11. August eintraf. Den Rest des Jahres verbrachte das Schiff wieder in US-Küstengewässern.
Das Jahr 1987 verbrachte die Bagley vollständig in Heimatgewässern; Mitte Mai ging sie für sieben Wochen zur Überholung ins Dock. Am 4. Januar 1988 lief sie erneut in der Kampfgruppe der Enterprise via Hawaii in Richtung der Philippinen aus, wo die Gruppe am 1. Februar eintraf. Fünf Tage später verließ die Fregatte mit dem Träger den Hafen, um ins Arabische Meer fahren, wo sie angesichts iranische Provokationen während des Ersten Golfkriegs amerikanische Präsenz zeigten. Nachdem die Samuel B. Roberts am 14. April auf eine iranische Mine gelaufen war, wurde die Bagley für die Operation Praying Mantis eingeteilt: zusammen mit dem Kreuzer Wainwright und der Lenkwaffenfregatte Simpson griff sie die iranische Ölplattform Sirri an und zerstörte diese. Im Anschluss wurde die Gruppe von einem iranischen Flugkörperschnellboot angegriffen, der Angriff wurde jedoch abgewehrt und der Angreifer versenkt. Nach Abschluss der Operation war die Fregatte an der Suche nach den Piloten einer vermissten AH-1 Cobra beteiligt. Sie blieb bis Mitte Mai in arabischen Gewässern und eskortierte mehrere Öltanker und Frachtschiffe durch die Meeresregion. Zusammen mit der Reasoner brach die Bagley am 15. Mai in Richtung Osten auf, nahm vor der indonesischen und malaysischen Küste an einigen Übungen teil und kehrte über Busan und Seattle nach San Diego zurück, wo sie am 2. Juli eintraf. Bis Februar 1989 verblieb sie vor der Küste und unternahm mehrere Übungen und Testfahrten, im Anschluss ging sie bis zum 4. April ins Trockendock zur Überholung. Am 18. September brach sie erneut mit einer Flugzeugträgerkampfgruppe in Richtung des Mittleren Ostens auf. Ende September nahm die Bagley an der „PACEX 89“-Übung vor den Aleuten teil, zusammen mit Schiffen der Carl Vinson und der Constellation. Eine weitere Flottenübung, „ANNUALEX 89“ vor der japanischen Küste, schloss sich im Oktober 1989 an, an ihr nahmen die Carl Vinson sowie die Schlachtschiffe New Jersey und Missouri teil.

#### 1990er Jahre
Am 31. Oktober 1989 lief die Kampfgruppe in den Hafen von Hongkong ein, der Besuch dauerte bis zum 6. November, dann verließen die Schiffe die Kronkolonie in Richtung Philippinen, wo sie für vier Wochen verweilten. Am 10. Dezember verließ die Bagley Subic Bay und lief über Pattaya, Singapur und Diego Garcia ins Arabische Meer, wo sie ab Mitte Januar 1990 die amerikanischen Einheiten verstärkte. Der Aufenthalt dauerte bis zum 22. Februar, dann dampfte sie mit mehreren Zwischenstopps in ihren Heimathafen an der kalifornischen Küste zurück, wo sie am 16. März eintraf. Von Ende April bis zum Februar 1991 operierte sie vor der nordamerikanischen Westküste, anschließend besuchte sie einige mittelamerikanische Staaten. Die letzten Monate ihrer Dienstzeit verblieb sie zumeist im Hafen, am 8. Juli wurde das Kesselfeuer endgültig gelöscht.

### Außerdienststellung
Die Bagley wurde am 26. November 1991 außer Dienst gestellt; sie verblieb noch bis 1995 im Naval Vessel Register. Nach der Streichung wurde das Schiff am 29. September 1999 an International Shipbreaking Ltd., Brownsville, Texas, zur Verschrottung verkauft und bis zum 19. September 2000 komplett abgebrochen.